# The Alamo
The Alamo es una película estadounidense de 2004, dirigida por John Lee Hancock y protagonizada por Jason Patric, Billy Bob Thornton y Dennis Quaid. La película se convirtió en un desastre a nivel económico perdiendo 98,2 millones de euros (sobre la base de la inflación actual).

## Argumento
En la primavera de 1836 unos doscientos tejanos se enfrentan a una fuerza arrolladoramente superior. Estos doscientos valientes defendieron durante trece días el fuerte de El Álamo, en su afán secesionista, frente al ejército mexicano mandado por el general Antonio López de Santa Anna (Emilio Echevarría), considerablemente más nutrido. Esta dramática lucha ha hecho pasar a la historia a hombres que creían ciegamente en el futuro de Texas como estado independiente de México y que tan solo se rindieron al asedio de Santa Anna cuando ya fue imposible toda resistencia. Los héroes estuvieron al mando de tres hombres: el joven y temerario coronel William Travis (Patrick Wilson), el violento y apasionado James Bowie (Jason Patric) y la leyenda viva que representa David Crockett (Billy Bob Thornton). Juntos pasaron a la historia como el grito de rebelión secesionista del general Sam Houston (Dennis Quaid).

## Reparto principal
- Dennis Quaid como Sam Houston.
- Billy Bob Thornton como Davy Crockett.
- Jason Patric como James Bowie.
- Patrick Wilson como William Travis.
- Emilio Echevarría como Antonio López de Santa Anna.
- Jordi Mollà como Juan Seguín.
- Leon Rippy como el sargento William Ward.
- Tom Davidson como el coronel Green Jameson.
- Marc Blucas como el segundo teniente James Bonham.
- Robert Prentiss como Albert Grimes.